# دختر طلا
دختر طلا فیلمی به کارگردانی سردار ساگر و نویسندگی منوچهر کی مرام محصول سال ۱۳۴۶ است.

## خلاصه داستان
همسر «همایون بیک» یکی از دو فرزند دوقلویش «شبنم» و «شعله» را به انتقام گذشته از کنار پدرش دور می‌کند و خود سرپرستی او را به عهده می‌گیرد...

## بازیگران
- منوچهر صادق پور
- فریده نصیری
- محمدتقی کهنمویی
- محمدعلی بندانی
- رفیع حالتی